# Bargoed
Bargoed é uma cidade no País de Gales, tem uma população de 11,900 pessoas.

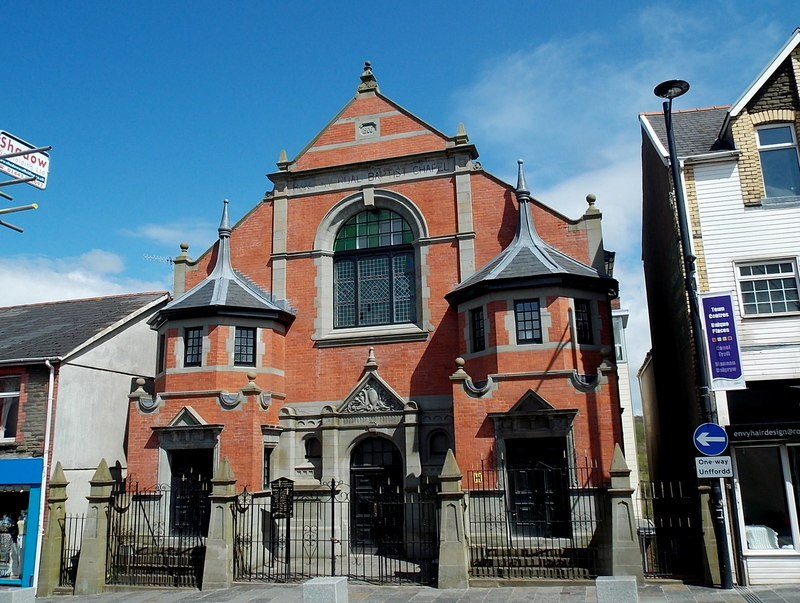
Livraria em Bargoed

## História
Originalmente foi cidade mercantil, Bargoed tornou-se uma cidade substancial após a abertura de uma mina de carvão em 1903. Em 1921, Bargoed tinha uma população de 17.901; isso tem diminuído constantemente desde então, já que a demanda geral por carvão galês continuou a cair. A mina de carvão, que foi tema de uma pintura de L. S. Lowry, fechou na década de 1970 e seu antigo local agora é um parque rural.
A cidade abrigava uma fábrica construída pela Austin Motor Company em 1949. Este foi um projeto do presidente da Austin, Leonard Lord, com financiamento do governo, para empregar mineiros que sofriam de pneumoconiose, uma doença pulmonar causada pela inalação prolongada de poeira. Em 1945, estimou-se que 5.000 mineiros na região de Gales do Sul foram afetados pela condição a ponto de não poderem trabalhar na indústria do carvão. A fábrica de Austin em Bargoed tornou-se a primeira fábrica no mundo onde todos os funcionários foram registrados como deficientes. Ex-mineiros podiam trabalhar em Bargoed sob supervisão médica em tempo integral e com instalações médicas no local da fábrica. O trabalho da fábrica foi compreensivelmente leve, sendo o principal produto o carro de pedal infantil J40. O sucesso e a eficiência da fábrica foram tantos que 150 homens foram empregados em 1953 e Austin começou a fabricar pequenas prensas de metal para seus carros de tamanho normal, como peças de painel, placas de registro de carros e tampas de balancim em Bargoed. Em 1965, mais de 500 homens, todos portadores de pneumoconiose, trabalhavam na fábrica. A produção dos carros de pedais J40 terminou em 1971, mas outras obras da fábrica a mantiveram aberta. A melhoria das condições da indústria mineira e a lenta redução do número de minas e trabalhadores na região fizeram com que a finalidade da fábrica começasse a tornar-se redundante durante a década de 1980. O número de empregados caiu lentamente e os novos trabalhadores não precisavam ser portadores de pneumoconiose. O fim da produção do motor Austin A-Series em 1999, cuja tampa do balancim era feita exclusivamente em Bargoed, fez com que a fábrica (então sob propriedade do Rover Group) empregasse 45 pessoas, das quais apenas 11 estavam registradas como desativado, fechado.

## Etimologia
O nome da cidade é derivado do Rio Bargoed.